# Miroslav Kubíček (malíř)
Miroslav Kubíček (* 19. března 1952, Třebíč) je český malíř a husitský farář.

## Biografie
Miroslav Kubíček se narodil v roce 1952 v Třebíči, roku 1970 vystudoval gymnázium v Třebíči a následně odpracoval několik let v krátkodobých zaměstnáních. Posléze nastoupil na Střední školu sociálně právní v Brně a nastoupil na odbor sociálních věcí Okresního národního výboru v Třebíči. V roce 1982 nastoupil na pozici skladového dělníka v BOPO Třebíč a posléze pracoval jako topič. Po roce 1989 nastoupil na pozici výtvarného redaktora do vydavatelství Arca JiMfa a také nastoupil na studium Husitské teologické fakulty Univerzity Karlovy v Praze, které ukončil v roce 1997. Po ukončení studia nastoupil na pozici faráře do Hrotovic, tam působil do roku 2002 a následně na pozici faráře do Starého Brna, mezi lety 2008 a 2017 působil také jako vikář vikariátu diecéze brněnské v Brně. Od roku 2000 působí také jako redaktor brněnské křesťanské rozhlasové stanice Trans World Radio.
Působí také jako malíř, od roku 1982 je členem Skupiny 4 a od roku 1990 je členem TT klubu výtvarných umělců v Brně a je členem Unie výtvarných umělců v Brně. Působil také jako výtvarný redaktor. V 60. a 70. letech se věnoval koláži, následně pak kresbě perem nebo tuší.

## Výstavy

### Autorské
- 1986, kavárna Alfa, Třebíč[5]
- 1990, Galerie mladých, Brno[5]
- 2001, Fond Třebíč, Třebíč (Miroslav Kubíček: Obrazy a asambláže)
- 2004, Galerie Fides, Brno (Miroslav Kubíček: Fragmenty krajiny)

### Kolektivní
- 1982, Skupina 6, Okresní knihovna, Třebíč
- 1982, Okresní knihovna, Třebíč (Výtvarná skupina 6 JKP Třebíč: Kresba, grafika)
- 1983, Výstaviště Černá Louka, Ostrava (Výtvarná skupina JKP)
- 1988, Okresní knihovna, Třebíč[5]
- 1989, Litvínovské Bertramky, Litvínov[5]
- 1991, Galerie Malovaný dům, Třebíč (Konfrontace x partnerství)
- 1992, Zámek Zlín, Zlín (Černobílá krajina (Téma krajiny v grafice a kresbě členů TT Klubu a jejich hostů))
- 1992, Galerie Nová síň, Praha (Minisalon)
- 1992, Galerie Sýpka-Vlkov, Osová Bítýška (Vyhnání z ráje (krajinářů))
- 1993, Musée des Beaux Arts, Mons (Minisalon)
- 1994, Art and Culture Centre, Hollywood, Los Angeles (Minisalon)
- 1994, Židovské ghetto, Třebíč (Zastavený čas)
- 1994, Contemporary Arts Center, Cincinnati (Minisalon)
- 1994, Libeňská synagoga, Praha (Zastavený čas II - Třebíč)
- 1994, Courtyard Gallery, New York City (Minisalon)
- 1995, Chicago Cultural Center, Chicago (Minisalon)
- 1995, Indianapolis Museum of Art, Indianapolis (Minisalon)
- 1995, The Museum of Fine Arts, St. Petersburg (Minisalon)
- 1996, Gallery of Fine Arts, Fort Myers (Minisalon)
- 1996, McKissick Museum, Columbia (Minisalon)
- 1996, National Czech & Slovak Museum & Library, Cedar Rapids (Minisalon)
- 1996, University Art Gallery, North Dartmouth (Minisalon)
- 1996, Jonson Gallery, Albuquerque (Minisalon)
- 1996, Galerie Malovaný dům, Třebíč (Wandering Library)
- 1996, Telfair Museum of Art, Savannah (Minisalon)
- 1997, Pražský hrad, Praha (Minisalon)
- 1998, Kunstverein Horn, Horn (Skupina 4)
- 1998, Bibliothèque royale de Belgique, Brusel (Minisalon)
- 2000, Galerie Pod kamennou žábou, České Budějovice (Skupina 4)
- 2000, Galerie Malovaný dům, Třebíč (Výstava pro Ladislava Nováka)
- 2002, Galeri Nasional Indonesia, Jakarta (Minisalon)
- 2002, Museum Puri Lukisan, Ubud (Minisalon)
- 2002, Majapahit Mandarin Hotel, Surabaya (Minisalon)
- 2002, Senátorská galerie, Třebíč (Skupina 4)
- 2002, Galerie Malovaný dům, Třebíč (Skupina 4)
- 2003, České centrum Paříž, Paříž (Minisalon)
- 2007, Galerie Malovaný dům, Třebíč (Skupina 4)
- 2009, Galerie města Plzně, Plzeň (Vysočinou)
- 2022, Galerie Nová síň, Praha (Výtvarný projekt Minisalon 15x15x5 cm)